# Oliva sayana
Oliva sayana är en snäckart som beskrevs av Henry William Ravenel 1834. Oliva sayana ingår i släktet Oliva och familjen Olividae. Inga underarter finns listade i Catalogue of Life.

## Bildgalleri

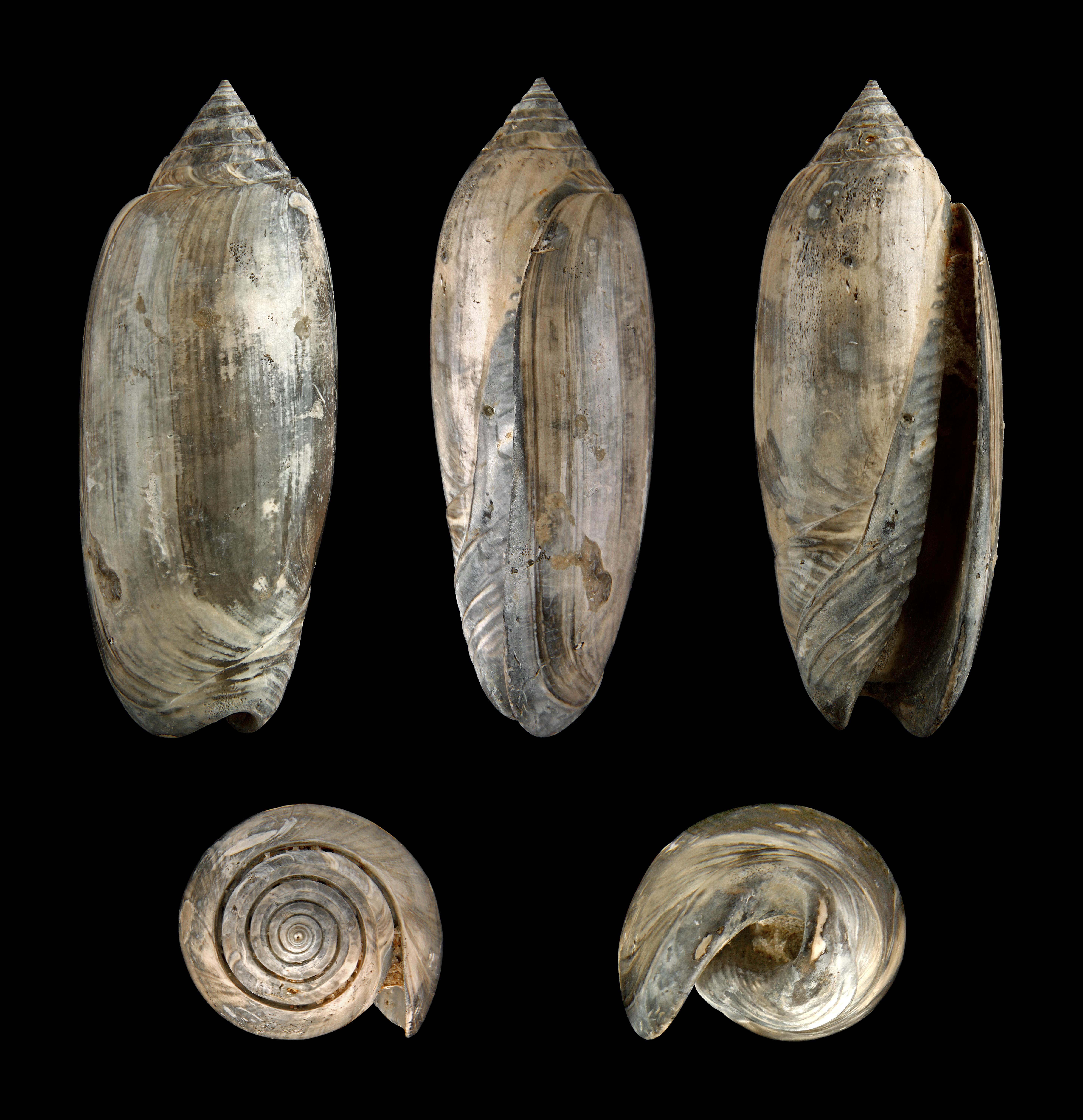
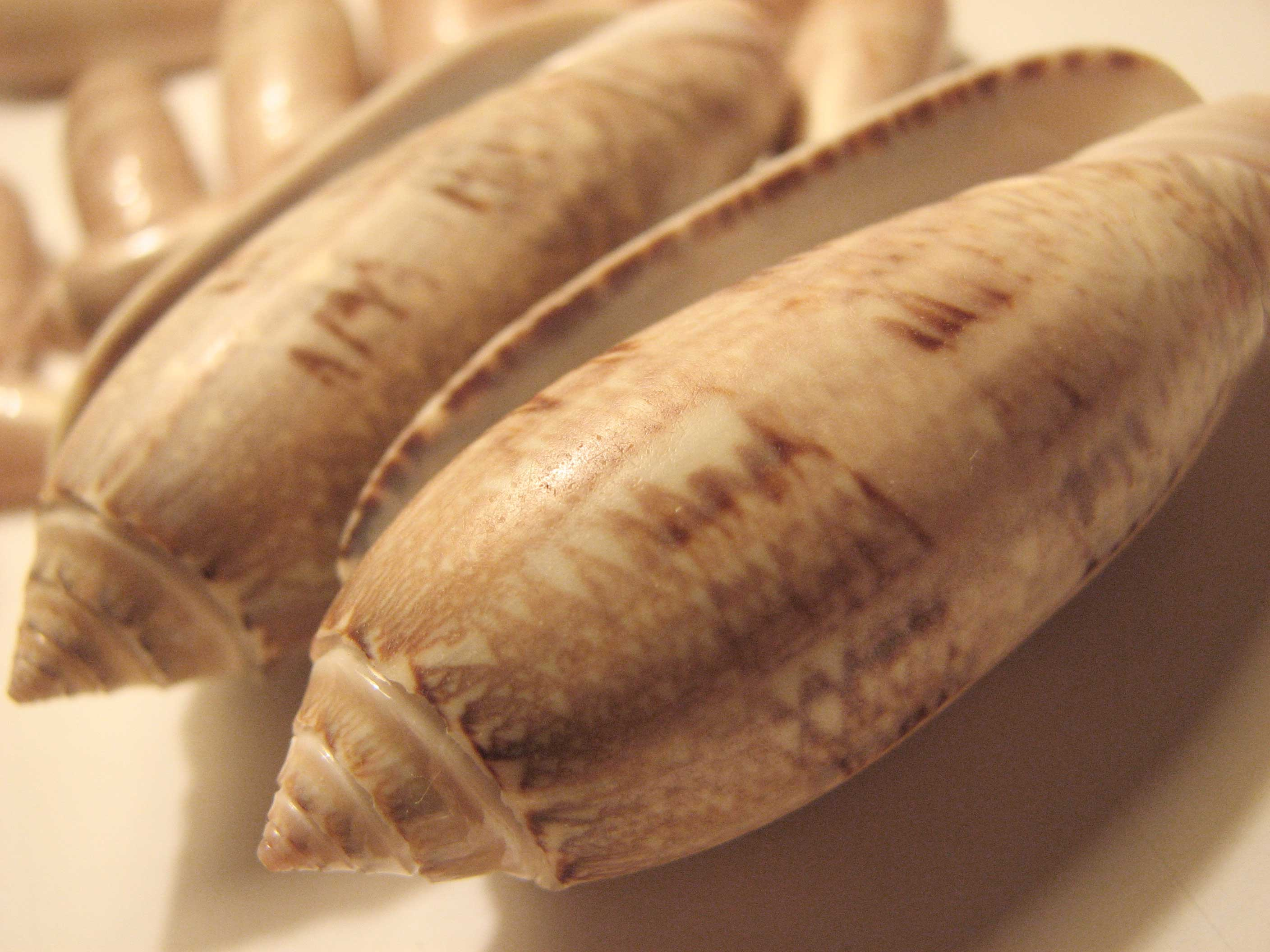